# فنسنت بيريز
فنسنت بيريز (بالفرنسية: Vincent Pérez)‏ (و. 1964 – م) هو ممثل، ومخرج سينمائي، وكاتب سيناريو، ومنتج أفلام، وممثل مسرحي، وممثل أفلام من سويسرا . ولد في لوزان.

## التعليم
تعلم في المعهد الوطني العالي للفنون الدرامية ‏، والمعهد الوطني العالي للموسيقى والرقص ‏

## روابط خارجية
- فنسنت بيريز على موقع IMDb (الإنجليزية)
- فنسنت بيريز على موقع روتن توميتوز (الإنجليزية)
- فنسنت بيريز على موقع قاعدة بيانات الأفلام العربية
- فنسنت بيريز على موقع ألو سيني (الفرنسية)
- فنسنت بيريز على موقع ميوزك برينز (الإنجليزية)
- فنسنت بيريز على موقع أول موفي (الإنجليزية)
- فنسنت بيريز على موقع قاعدة بيانات الأفلام السويدية (السويدية)
- فنسنت بيريز على موقع إن إن دي بي (الإنجليزية)
- فنسنت بيريز على موقع قاعدة بيانات الفيلم (الإنجليزية)
- فنسنت بيريز على موقع كينوبويسك (الروسية)